# Marceline Day
Marceline Day (ur. 24 kwietnia 1908 w Colorado Springs, zm. 16 lutego 2000 w Catherdral City w Kalifornii), amerykańska aktorka.
Urodziła się jako "Marceline Newlin" i była młodszą siostrą aktorki Alice Day. Zadebiutowała u boku siostry w 1924 r. w komedii Picking Peaches. Początkowo grała w komediach, z czasem otrzymywała również role dramatyczne. W 1926 r. została jedną z WAMPAS Baby Stars, najbardziej perspektywicznych młodych aktorek, razem z m.in. Joan Crawford, Mary Astor, Janet Gaynor i Dolores del Río.
Kariera Day zakończyła się wraz z nastaniem ery filmu dźwiękowego. Z biegiem czasu aktorka zaczęła grywać przeważnie w produkcjach niższych rangą studiów filmowych. Jej ostatnim filmem był The Fighting Parson z 1933 r. Następnie przeszła na emeryturę.
Jej pierwszym mężem był producent Arthur J. Klein. Po rozwodzie z nim poślubiła Johna Arthura. Nie miała dzieci z obu małżeństw. Zmarła w 2000 r. Jej ciało zostało poddane kremacji i przekazane rodzinie.

## Filmografia
- 1933: The Fighting Parson
- 1933: By Appointment Only
- 1933: The Flaming Signal
- 1933: Damaged Lives
- 1933: The Telegraph Trail
- 1933: Via Pony Express
- 1932: The Crusader
- 1932: The King Murder
- 1932: Broadway to Cheyenne
- 1932: Arm of the Law
- 1932: The Fighting Fool
- 1931: The Pocatello Kid
- 1931: The Mad Parade
- 1931: The Mystery Train
- 1931: The Sky Raiders
- 1930: Paradise Island
- 1930: Hot Curves
- 1930: Sunny Skies
- 1930: Temple Tower
- 1929: The Show of Shows
- 1929: The One Woman Idea
- 1929: The Wild Party
- 1929: Trent's Last Case
- 1929: A Single Man
- 1929: The Jazz Age
- 1928: Stolen Love
- 1928: Restless Youth
- 1928: Freedom of the Press
- 1928: Driftwood
- 1928: The Cameraman
- 1928: Detectives
- 1928: A Certain Young Man
- 1928: The Big City
- 1928: Under the Black Eagle
- 1927: Londyn po północy
- 1927: The Road to Romance
- 1927: Captain Salvation
- 1927: Rookies
- 1927: Red Clay
- 1927: The Beloved Rogue
- 1927: Roses and Romance
- 1926: College Days
- 1926: That Model from Paris
- 1926: Fools of Fashion
- 1926: The Gay Deceiver
- 1926: The Boy Friend
- 1926: Looking for Trouble
- 1926: The Barrier
- 1926: Hell's Four Hundred
- 1926: Western Pluck
- 1925: The Splendid Road
- 1925: The Wall Street Whiz
- 1925: The White Outlaw
- 1925: The Party
- 1925: His New Suit
- 1925: Short Pants
- 1925: Discord in 'A' Flat
- 1925: Heart Trouble
- 1925: Renegade Holmes, M.D.
- 1925: The Taming of the West
- 1924: Feet of Mud
- 1924: The Hansom Cabman
- 1924: The Luck o' the Foolish
- 1924: Black Oxfords
- 1924: Picking Peaches